# Izumo-Klasse
Die Izumo-Klasse (japanisch いずも型護衛艦 Izumo-gata goeikan), auch als 22DDH-Klasse bezeichnet, ist eine Klasse von zwei Hubschrauberträgern der japanischen Meeresselbstverteidigungsstreitkräfte (JMSDF).
Aus Verfassungsgründen werden sie offiziell als „Helikopter-Zerstörer“ (DDH, jap. ヘリコプター搭載護衛艦, herikoputā tōsai goeikan, wobei der japanische Begriff für „Zerstörer“ wörtlich „Geleitschiff“ heißt) bezeichnet. Die Codebezeichnung 22DDH für die erste Einheit kommt aus dem japanischen Kalender, wobei 2010 (Jahr der Bauplanung) das 22. Jahr der Heisei-Zeit ist.

## Geschichte

### Entwicklung und Bau
Die Izumo, benannt nach der historischen Provinz Izumo, und ihr Schwesterschiff Kaga, benannt nach der historischen Provinz Kaga, ersetzten die beiden aus den 1970er-Jahren stammenden Helikopter-Zerstörer der Shirane-Klasse, Shirane (DDH-143) und Kurama (DDH-144). Seit ihrer Indienststellung ist die Izumo das größte japanische Kriegsschiff seit dem Zweiten Weltkrieg.
Beide wurden auf der Werft von IHI Marine United in Yokohama gebaut. Die Izumo wurde dort am 27. Januar 2012 auf Kiel gelegt und hatte ihren Stapellauf am 6. August 2013, in Gegenwart des japanischen Finanzministers und Vizepremier Tarō Asō. Dabei betrugen die Kosten für ihren Bau 1,2 Milliarden US-Dollar. Die Kiellegung ihres Schwesterschiffes erfolgte am 7. Oktober 2013.
Die Izumo wurde am 25. März 2015 in Yokohama in Dienst gestellt und der 1. Zerstörerschwadron zugeteilt. Für das zweite Schiff der Klasse, die Kaga erfolgte die Indienststellung am 22. März 2017.
Premierminister Shinzō Abe gab im Dezember 2018 bekannt, seine Regierung habe per Kabinettsbeschluss den Kauf von 105 Lockheed Martin F-35 Kampfflugzeugen, davon 42 in der STOVL-Variante F-35B, genehmigt. Da letztere bei Bedarf auf Schiffen der Izumo-Klasse landen und starten sollen, werden die Izumo und Kaga faktisch zu Flugzeugträgern umgerüstet.
Die Izumo war nach erfolgtem Umbau das erste Schiff der Klasse, auf dem am 3. Oktober 2021 tatsächlich F-35Bs starteten und landeten. Es handelte sich dabei nicht um japanische, sondern um US-amerikanische Maschinen des United States Marine Corps. Bis zum Jahr 2026 sollen weitere Umbaumaßnahmen erfolgen, die die Izumo befähigen werden, eigenständig F-35Bs einzusetzen. Der Umbau der Kaga begann am 24. März 2022.

### Internationale Reaktion
Von Seiten der Volksrepublik China wird der Bau der Klasse als „alarmierendes Signal der Wiederbewaffnung Japans“ gesehen. Als Provokation wurde auch der Name des Typschiffes (Izumo) empfunden, da mit der 1899 gebauten Izumo bereits ein Panzerkreuzer existierte, der im Zweiten Japanisch-Chinesischen Krieg von der Kaiserlich Japanischen Marine gegen China eingesetzt wurde.
Des Weiteren wurde vermutet, dass die Absicht bestünde, die Schiffe mit Flugzeugen des Typs Lockheed Martin F-35 zu bestücken, was sich letztlich als richtig erwies. Die Fertigstellung der Izumo könne die militärische Position Japans im Streit um die Senkaku-Inseln stärken.
Wiederum sei die Klassifizierung als Zerstörer lediglich dem Artikel 9 der japanischen Verfassung geschuldet. Dieser besagt, dass die Selbstverteidigungsstreitkräfte nur zur Verteidigung und für humanitäre Aufgaben eingesetzt werden dürfen.
Von offizieller japanischer Seite wird betont, es handele sich trotz der Ähnlichkeit nicht um einen Hubschrauber- oder Flugzeugträger, sondern um einen Zerstörer mit flachen Aufbauten.
Für Irritationen sorgte auch das Datum des Stapellaufs, da der 6. August der Jahres- und Gedenktag des Atombombenabwurfes über Hiroshima ist. Die zeitliche Überschneidung der Termine soll laut japanischen Stellen aber zufällig gewesen sein.
Am 1. Mai 2017 wurde bekanntgegeben, dass der Träger aufgrund der sich verschärfenden Beziehungen zwischen den USA und Nordkorea zum Schutz der dort anwesenden US-Trägerflotte in das Japanische Meer entsandt wurde.

## Einheiten
| Kennung | Name           | Bauwerft                    | Kiellegung      | Stapellauf      | Indienststellung | Heimathafen |
| ------- | -------------- | --------------------------- | --------------- | --------------- | ---------------- | ----------- |
| DDH-183 | Izumo (いずも) | IHI Marine United, Yokohama | 27. Januar 2012 | 6. August 2013  | 25. März 2015    | Yokosuka    |
| DDH-184 | Kaga (かが)    | IHI Marine United, Yokohama | 7. Oktober 2013 | 27. August 2015 | 22. März 2017    | Kure        |

## Technik

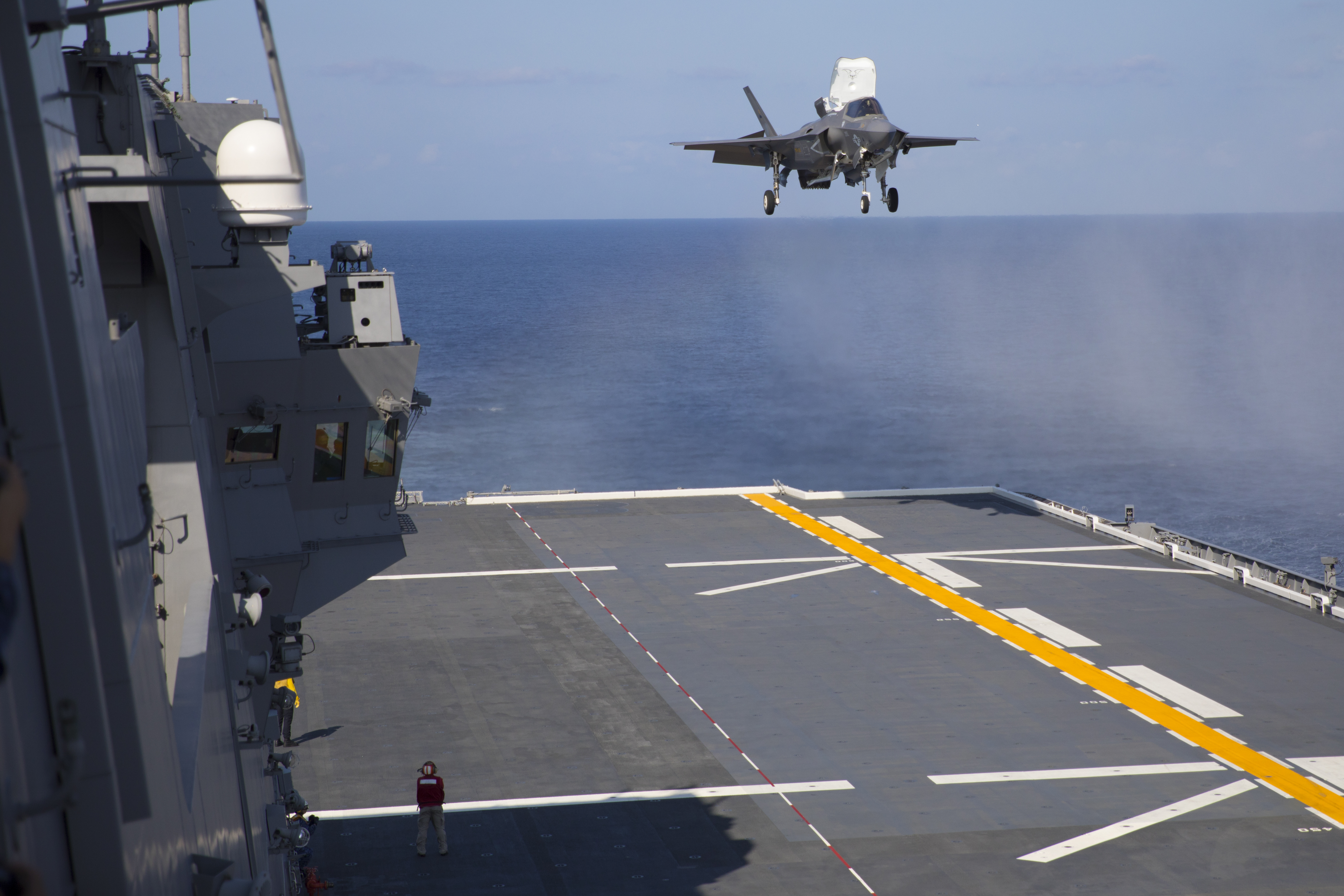
Am 3. Oktober 2021 führten die ersten F-35B Landungen und Starts von JS Izumo durch (hier VTOL)

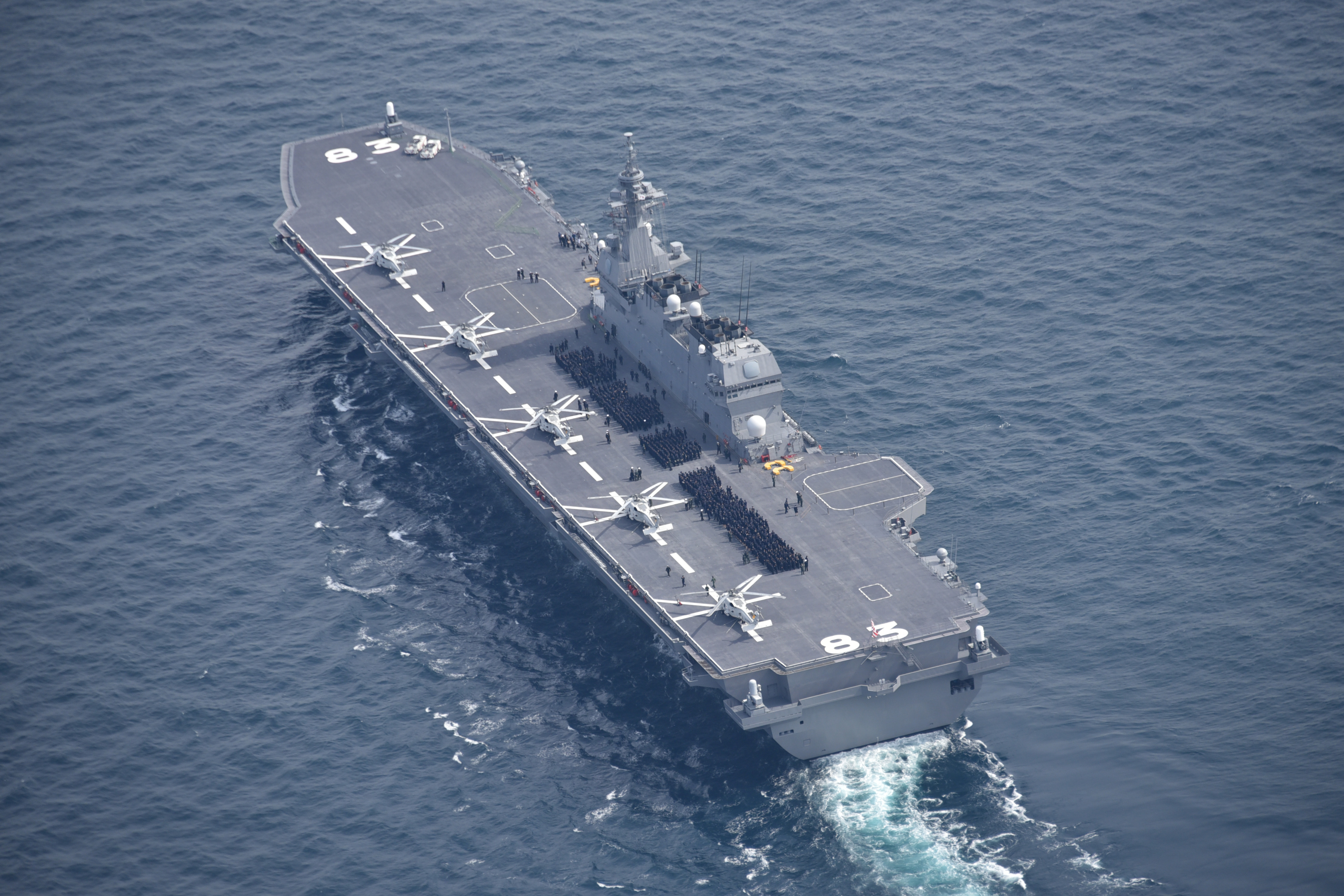
Die Izumo mit fünf Hubschraubern vom Typ Sikorsky UH-60 an Bord

### Allgemeines
Die im Stealth-Design gebauten Hubschrauberträger – die Oberflächen wurden so glatt wie möglich gehalten und auf rechte Winkel wurde so weit wie möglich verzichtet – wurden primär für die U-Boot-Jagd entwickelt. Sie sind 248 Meter lang, 38 Meter breit und haben bei einer maximalen Verdrängung von 27.000 Tonnen einen Tiefgang von 7 Metern.
Sie verfügen über die Möglichkeit, vierzehn Hubschrauber zu transportieren. Die reguläre Ausstattung besteht aber aus sieben U-Jagdhubschraubern (SH-60J/K) und zwei Mehrzweckhubschraubern (CH-101). Darüber hinaus können sie STOVL-Flugzeuge wie die F-35B an Bord nehmen.
Die Größe des Flugdecks entspricht bei einer Länge von 248 Metern etwa dem des deutlich größeren französischen Flugzeugträgers Charles de Gaulle (261,5 Meter × 64 Meter).

### Bewaffnung und Sensoren
Die Bewaffnung ist im Gegensatz zur Vorgängerklasse reduziert worden. Sie verfügen nur noch über zwei Phalanx-CIWS- und zwei SeaRAM-Nahbereichsabwehrsysteme.
Zur Luftraumüberwachung wird ein AESA-Radar vom Typ OPS-50 (FCS-3) und als Navigationsradar ein OPS-28 verwendet. Des Weiteren werden beide Schiffe über ein OQQ-23-Bugsonar verfügen.